# Jirasko (Unternehmen)

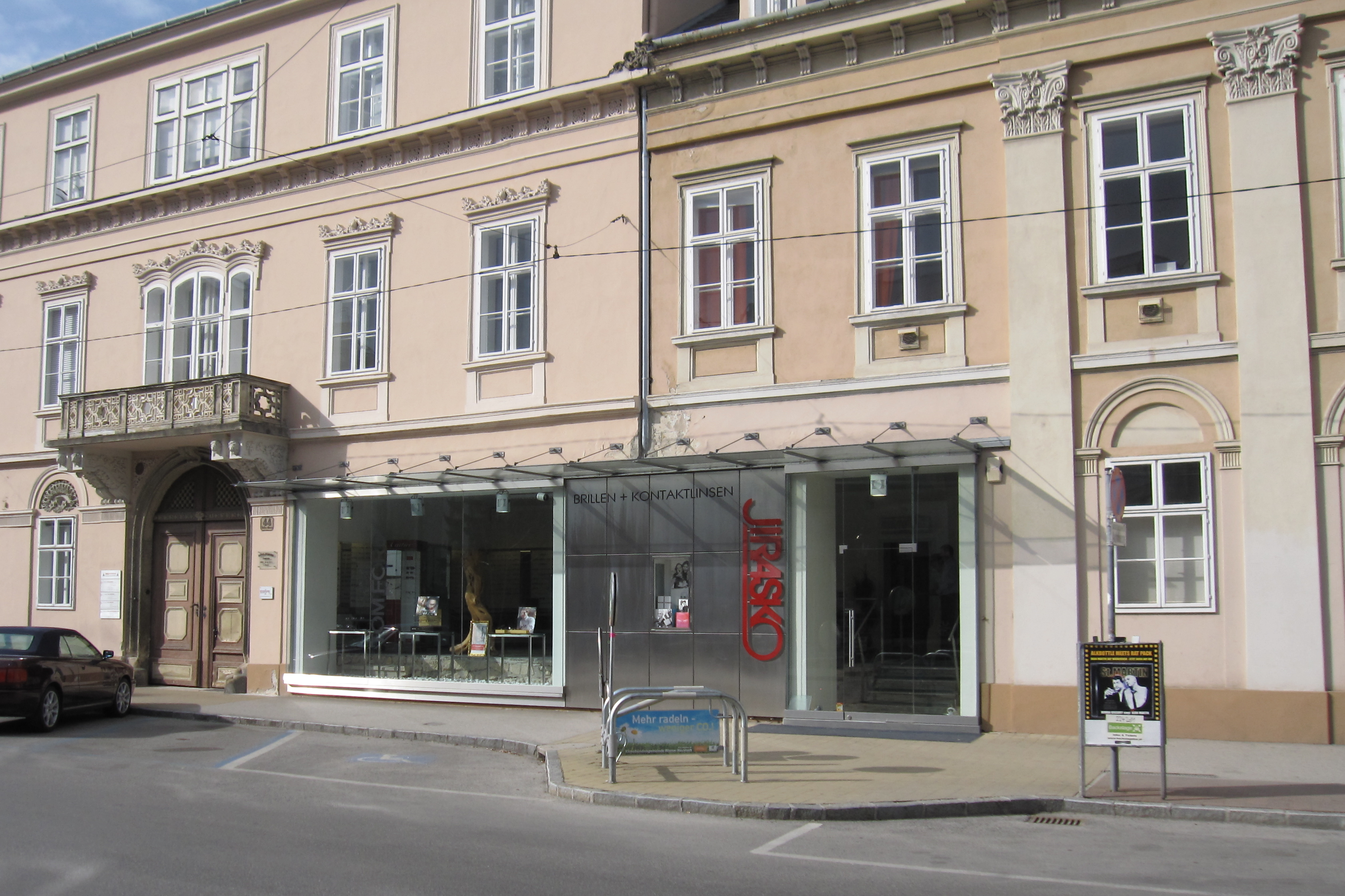
Hauptgeschäft von Jirasko in Wiener Neustadt (2011)

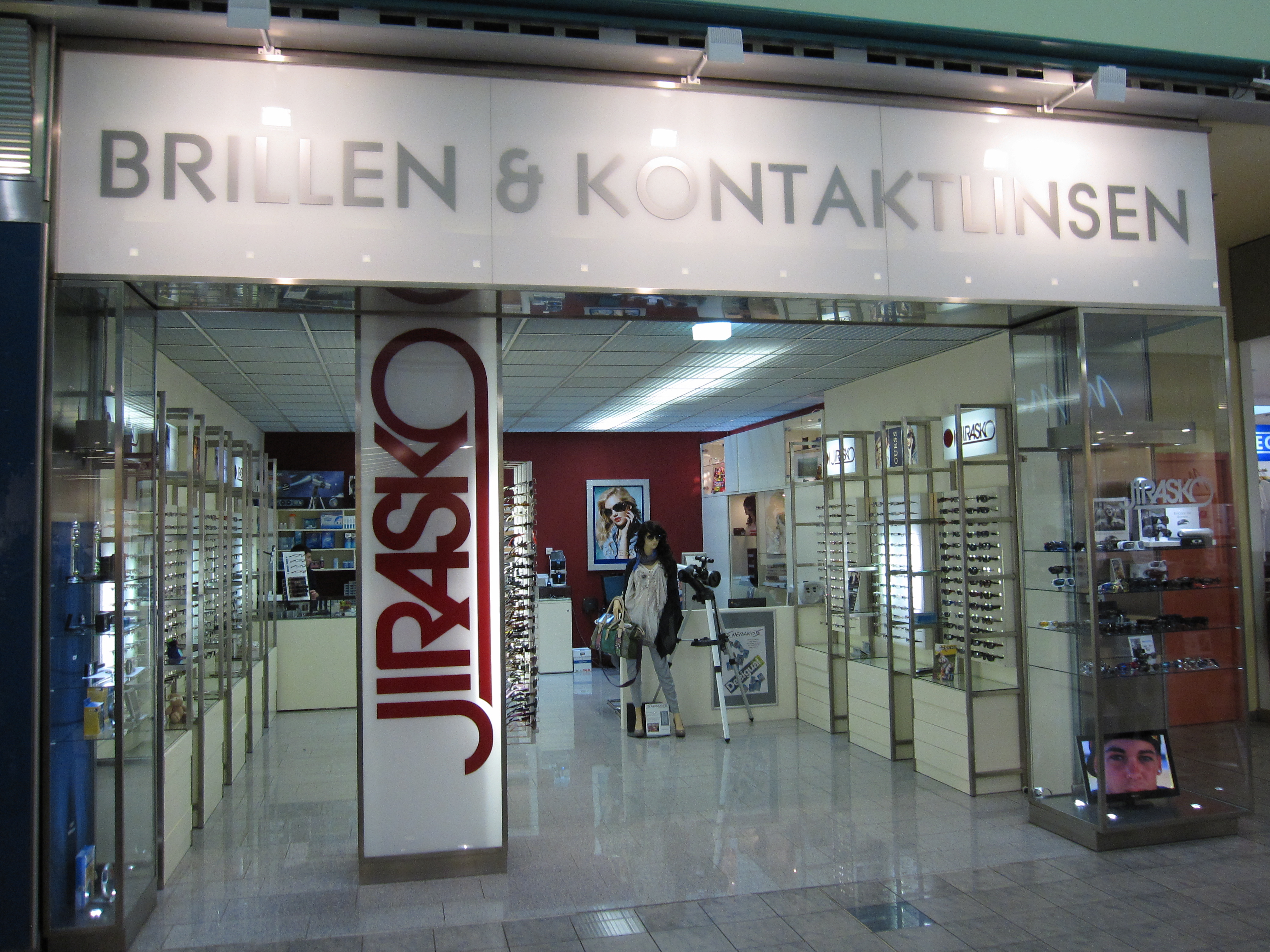
Filiale im EKZ-Fischapark bei Wiener Neustadt (2011)

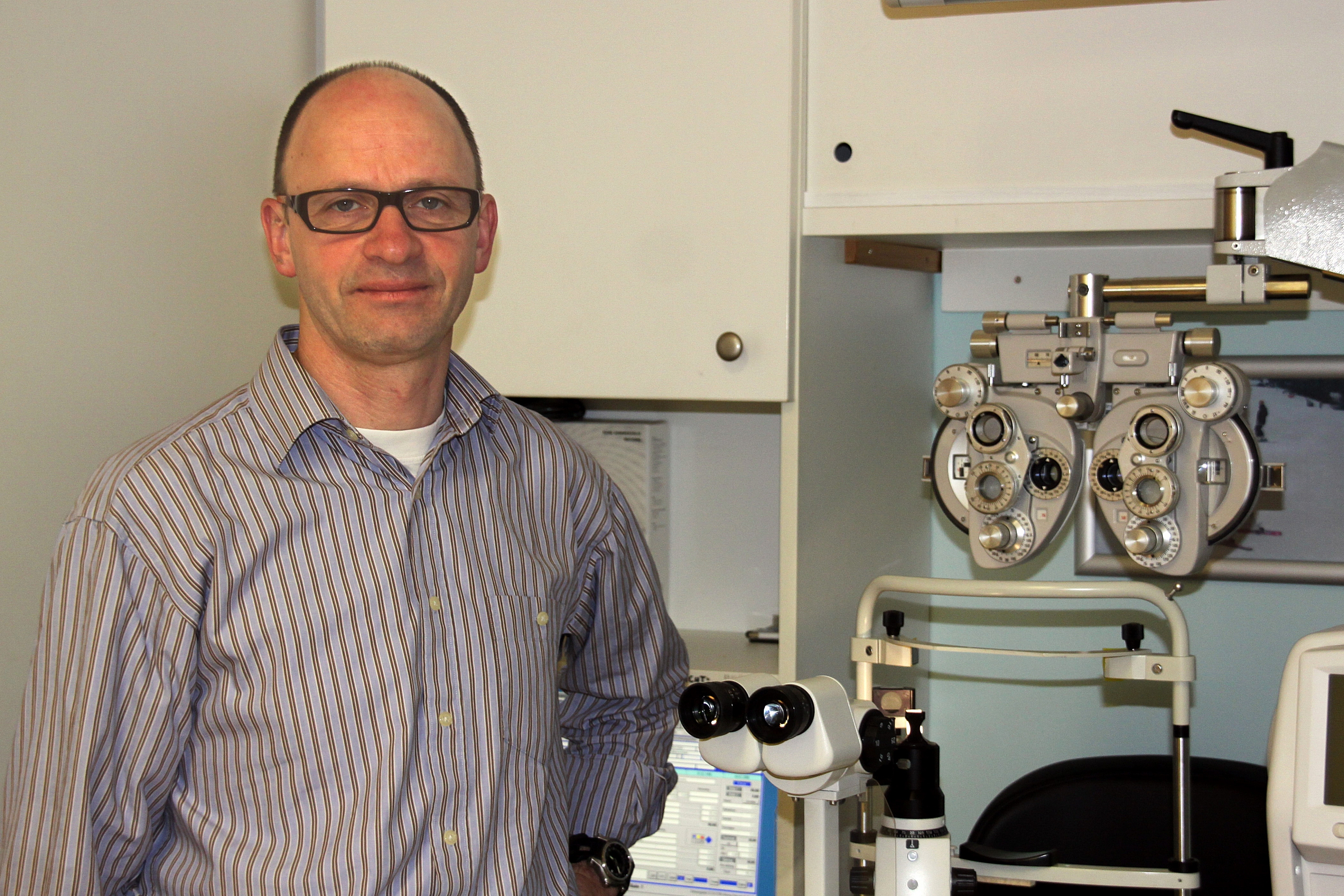
Optikermeister Claudio Jirasko

Das Unternehmen Jirasko ist ein traditionsreicher Augenoptiker, der seine Zentrale heute in der Bahngasse 44 in Wiener Neustadt hat. Während der Monarchie war der Inhaber Adolf Jirasko ein k.u.k. Hoflieferant für Optik.

## Geschichte

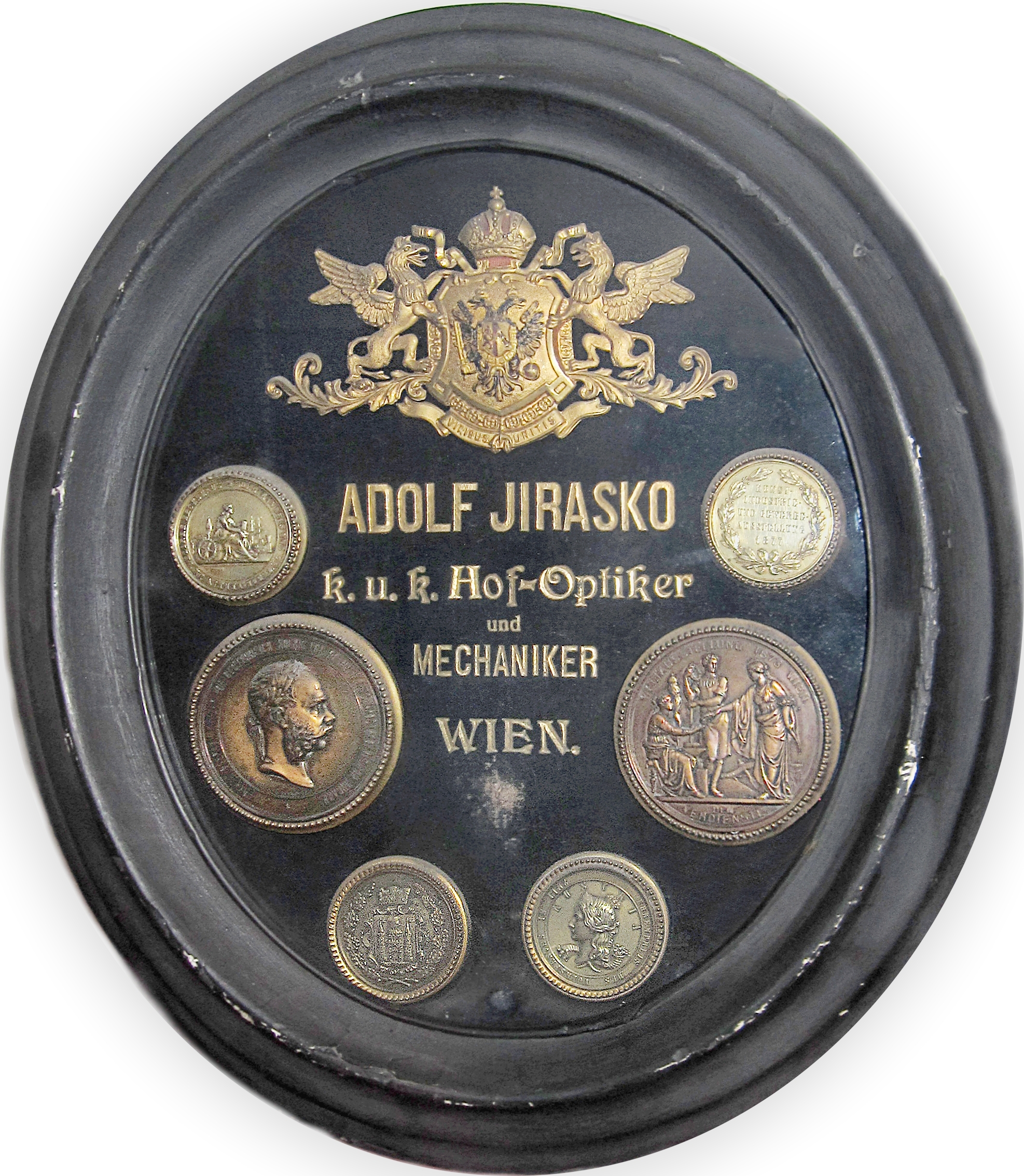
Verdienstmedaillentafel von Adolf Jirasko

Gegründet wurde das Unternehmen von Josef Jirasko im Jahr 1858 in Wieden an der Margaretenstraße 36. Sein Sohn Adolf Jirasko sen. baute das Unternehmen zu großem Erfolg auf und wurde zum Hofoptiker für den Wiener Hof ernannt. 1910 begann sein ältester Sohn Adolf Jirasko jun. im Betrieb eine Optikerausbildung. Er erlernte das Handwerk drei Jahre und begab sich dann nach Berlin, wo er in einer optisch-mechanischen Fabrik arbeitete. Der Erste Weltkrieg, der Zusammenbruch der Monarchie 1918 und die Nachkriegsjahre setzten dem Unternehmen schwer zu. Adolf Jirasko sen. verstarb und bis 1918 musste der Betrieb von der Witwe weitergeführt werden.
Der neue Inhaber Adolf Jirasko jun. hatte zwei Söhne, Heinrich und Kurt. Der ältere Sohn Heinrich erlernte ebenfalls im väterlichen Betrieb das Optikerhandwerk. Er wurde jedoch im Zweiten Weltkrieg in die Wehrmacht gezogen, sein Vater musste den Betrieb ohne den Sohn weiterführen. Auf Grund von schweren Bombenschäden in den späten 1940er Jahren musste die Niederlassung in Favoriten aufgegeben werden, die alte Filiale an der Margaretenstraße wurde in die Operngasse im 1. Bezirk Innere Stadt verlegt. Durch die Kriegszerstörungen gingen viele Archivmaterialien und Geräte verloren.
Heinrich Jirasko kam 1945 zurück. Adolf Jirasko jun. stellte die Produktion hauptsächlich auf Brillen und Zwicker um. Die Herstellung von optischen Instrumenten wurde eingestellt, sie wurden nur noch gehandelt. Mit dem Wiederaufbau in der Nachkriegszeit konnte sich das Unternehmen langsam erholen und den Geschäftsumfang der Vorkriegszeit wieder erreichen.
Nach seiner Lehrzeit legte Heinrich Jirasko 1951 erfolgreich die Meisterprüfung vor der Wiener Optikerinnung ab.
Heinrich Jirasko war ein früher Verfechter der sich noch in den Anfangsstadien befindenden Kontaktlinse. Nach einer Ausbildung in Deutschland begann er mit dem Verkauf davon. Mit dem Abschluss seiner beruflichen Ausbildung gründeten er und sein Vater eine „Gesellschaft nach bürgerlichem Recht“, die technische Seite des Betriebs übernahm der Juniorpartner. Mit der Zeit übernahm Heinrich immer mehr Bereiche des Geschäfts. 1959 kaufte er sich ein kleines Geschäftslokal in der Ungargasse 3 in Wiener Neustadt.
Im Jahre 1967 wurde eine weitere Betriebsstätte in Neunkirchen errichtet. 1969 wurde das Geschäft in der Ungargasse vergrößert und ab 1975 wurden zusätzlich Hörgeräte verkauft. Mit dem Tod von Adolf Jirasko jun. 1975 ging das Unternehmen in den alleinigen Besitz seines Sohnes Heinrich über.
Die Vorschriften der Gewerbeordnung machten es notwendig, dass zur Gewerbeausübung des Kontaktlinsenoptikers eine eigene Betriebsstätte in Wiener Neustadt gegründet werden musste und so eröffnete er am 1. Oktober 1977 in der Bahngasse seine vierte Niederlassung, die heutige Unternehmenszentrale.
Heinrich Jirasko bekleidete mehrere Ämter; bei der Fachgruppe Optiker der Gewerbekammer war er als Fachgruppenvorstand für die Betreuung der Bezirke Neunkirchen und Wiener Neustadt zuständig. Nachdem sich die Fachgruppe als eigenständige Landesinnung formierte, wurde er eines ihrer Gründungsmitglieder. Sein wichtigster Tätigkeitsbereich innerhalb der Landesinnung war die Betreuung mit Kontaktlinsen.
Heinrich Jirasko hatte drei Söhne, von denen Johannes und Claudio das Optikerhandwerk erlernten. Johannes Jirasko legte 1981 als einer der Jüngsten erfolgreich die Meisterprüfung ab und bestand am 24. Februar 1984 die Kontaktlinsenkonzessionsprüfung an der HTL für Optometrie in Hall/Tirol. Ab 1. März 1983 wurde das Unternehmen wegen des Eintrittes zweier seiner Söhne als Kommanditgesellschaft weitergeführt. Im Oktober 1984 starb Heinrich Jirasko.
Am 29. Juni 1988 bestand auch Claudio seine Optikermeisterprüfung an der HTL für Optometrie in Tirol und danach die Prüfung zum Kontaktlinsenoptiker. Das nach dem Tod des Vaters von Johannes und Claudio Jirasko gemeinsam geleitete Unternehmen expandiert weiter, im September 1996 wurde im Einkaufszentrum Fischapark in Wiener Neustadt eine weitere Filiale eröffnet, 2002 eine im Augenzentrum Mödling am Bahnhofsplatz 1a.